# Slander
Slander er en amerikansk stumfilm fra 1916 af Will S. Davis.

## Medvirkende
- Bertha Kalich som Helene Ayers.
- Eugene Ormonde som Richard Tremaine.
- Mayme Kelso som Tremaines kone.
- Edward Van Sloan som Joseph Tremaine.
- Robert Rendel som Harry Carson.